# Domingo Martínez de Irala
Domingo Martínez de Irala, także Iraola (ur. 1509 w Vergarze w Kraju Basków, zm. w 1557 w Asunción) – hiszpański konkwistador, gubernator Paragwaju.

## Życiorys
Brał udział w wyprawie Pedro de Mendozy do Ameryki Południowej w roku 1535, a w roku następnym uczestniczył w zakładaniu osady Buenos Aires na południowym brzegu estuarium Río de la Plata. W tymże 1536 roku wziął udział w wyprawie Juana de Ayolasa w górę rzeki Parana do ujścia Pilcomayo. W roku 1538, po śmierci Ayolasa, objął przywództwo nad kolonistami w nowo założonej osadzie (przy której wzniósł fort) Nuestra Señorade la Asunción i wkrótce został wybrany gubernatorem.
11 marca 1542 roku do Asunción dotarł (marszem przez dziewicze puszcze Brazylii) nowy gubernator mianowany przez władze w Hiszpanii. Był nim znany podróżnik Álvar Núñez Cabeza de Vaca, który Iralę mianował swoim zastępcą i zaraz wysłał w górę rzeki Paragwaj. Irala dotarł z biegiem rzeki do punktu odległego o 400 km od Asunción, gdzie założył osadę, którą nazwał Puerto de los Reyes.
Tymczasem w osadzie działo się źle; mieszkańcy Asunción powstali przeciwko Cabezie de Vaca, uwięzili go i odesłali w kajdanach do Hiszpanii, a Irala, po powrocie z wyprawy, został ponownie wybrany gubernatorem (co wreszcie zatwierdziły władze w Madrycie) i piastował ten urząd aż do śmierci.
W roku 1546 podjął kolejną wyprawę w górę Paragwaju, z tym że w Puerto de los Reyes zostawiono łodzie i oddział – w sile 300 Hiszpanów i 3500 Indian – wyruszył na zachód docierając aż do stoków Andów. Tam napotkali Indian sprzymierzonych ze zbuntowanymi Hiszpanami walczącymi przeciw Gonzalo Pizarro w Peru. Wobec sprzeciwu swych żołnierzy, którzy nie chcieli zagłębiać się w góry, Irala zawrócił do Asunción (drogę utrudniał fakt, że pozostawione w Puerto de los Reyes łodzie zostały skradzione).
Kolejna wyprawa zorganizowana przez Iralę w roku 1548 dotarła do dzisiejszej Boliwii, a kilku jej uczestników odwiedziło Limę na wybrzeżu Pacyfiku, tworząc jedno z pierwszych połączeń transkontynentalnych w Ameryce Południowej.
Rządy Irali w latach 50. XVI wieku oznaczały dalszą konsolidację kolonii hiszpańskich i wytyczanie nowych szlaków. Ostatnia jego wyprawa, w roku 1557, doprowadziła do założenia miasta Ontiveros.
Domingo Martínez de Irala, znany również (od miejsca swego urodzenia) kapitanem Vergarą, był pierwszym demokratycznie wybranym gubernatorem w Ameryce. Dzięki jego wysiłkom Asunción stało się znaczącym ośrodkiem handlowym do czasu przejęcia tej roli przez Buenos Aires.